# Øvre nakkeled
Det øvre nakkeled er et ægte led imellem den øverste ryghvirvel i rygsøjlen og nakkebenet. Det er et ellipsoidled med ledskål i form af facies articularis superior atlantis på atlas og condylus occipitalis på nakkebenet. Leddet betegnes yderligere som et kombineret led, da der er tale om mere end en ledhule.

## Struktur
Ledskålene, facies articularis superior atlantis, er to ovale, flade områder lateralt på hvirvelen. Områderne har en skrå hældning medialt, altså er deres kanter højere ude i mod siden. Kondyllerne fra nakkebenet (condylus occipitalis) krummer sig med modsat form ned for at matche denne form.
De to flader kommer altså til at stå skråt lodret i forhold til hinanden.

### Ligamenter
Leddet er forsynet med to forstærkende ligamenter, samt sin egen kapsel (capsula articulatio atlantooccipitalis). Ligamenterne er i form af de to membraner:
- Membrana atlantooccipitalis posterior
- Membrana atlantooccipitalis anterior

## Bevægelser
De to ledfladers skrå-lodrette orientering gør at leddet hovedsageligt har bevægelsesfrihed på den transversale akse, altså nikkebevægelsen. Leddet kan dog læne ganske lidt lateralt til siden, hvilket kan give små vuggebevægelser.